# 马克斯·霍夫迈斯特
马克斯·霍夫迈斯特（德語：Max Hofmeister，1913年3月22日—2000年4月12日），奥地利男子足球运动员，司职中场。他曾代表奥地利国奥队参加1936年夏季奥林匹克运动会足球比赛，获得一枚银牌。